# Campo Limpo Paulista
Campo Limpo Paulista é um município brasileiro do estado de São Paulo. Sua população foi estimada em 79 663 habitantes, conforme dados do IBGE de 2024. Integra a Região Metropolitana de Jundiaí e é formado pelo distrito sede e pelo distrito de Botujuru.

## Toponímia
O nome Campo Limpo surgiu pelo fato de que os moradores do lugar encontraram um enorme campo limpo no local. Com a emancipação, Campo Limpo, teve sua denominação alterada para Campo Limpo Paulista, pela Lei Estadual nº 9.842, de 19 de setembro de 1967. O Paulista adicionado ao nome pelo Decreto-Lei de 22 de agosto de 1969, foi dado para não se confundir com o distrito de mesmo nome em São Paulo, Campo Limpo.

## História
Inicialmente era fazenda integrante de Jundiaí, suas terras eram de um latifúndio cafeeiro, Campo Limpo surgiu com a construção do leito da Estrada de Ferro São Paulo Railway, em 1867 ligando Jundiaí a Santos. O surgimento da primeira rua, a Avenida Alfried Krupp, se deu com o alojamento dos ferroviários construtores da via Jundiaí-Santos. As terras eram pertencentes durante o século passado ao Barão de Jundiaí, passando depois à família Pereira Pinto e uma parte menor a família Rebolho até sua emancipação em 1965. Depois dessa data, a família contratou procuradores e as terras ganharam administradores locais. O mais famoso foi João Zeferino e ainda hoje seus netos vivem na região, entre eles o ilustrador, publicitário e designer Luiz Carlos Zeferino e Antonio Rebolho Nunes Jr. que dá nome à ruas na região e em Cajamar (Metalúrgica Brasforja)*.

### Plebiscito de emancipação
Campo Limpo foi transformado num distrito do município de Jundiaí em 20 de dezembro de 1953. Os poucos moradores do então distrito estavam descontentes com a administração central de Jundiaí, pois consideravam que a administração não dava atenção ao distrito "distante e abandonado", dando início, assim, ao movimento de emancipação de Campo Limpo. O movimento ganhou força com a vinda da Metalúrgica Krupp, que foi inaugurada em 1961 e contou com a presença do governador Carvalho Pinto e do presidente Jânio Quadros. A Metalúrgica era o que faltava para a emancipação político-administrativa. O distrito tornou-se município pela lei estadual n° 8.092.

### Primeira legislatura
A primeira legislatura do município foi em 7 de Março de 1965, e teve como prefeito Adherbal da Costa Moreira. A posse de Adherbal da Costa Moreira foi no dia 27 de março de 1965, tomou posse também o vice-prefeito Joaquim Tavares da Silva.

## Geografia
Localiza-se à latitude 23º12'23" sul e à longitude 46º47'04" oeste, estando a 745 metros de altitude. O município tem uma área territorial de 80,048 km².

### Rodovias
SP-354 - Rodovia Edgard Máximo Zamboto

## Demografia

### População
| Crescimento populacional                             | Crescimento populacional | Crescimento populacional | Crescimento populacional |
| Ano                                                  | População Total          |                          | %±                       |
| ---------------------------------------------------- | ------------------------ | ------------------------ | ------------------------ |
| 1970                                                 | 9 156                    |                          | —                        |
| 1980                                                 | 21 891                   |                          | 139,1%                   |
| 1991                                                 | 45 387                   |                          | 107,3%                   |
| 2000                                                 | 63 724                   |                          | 40,4%                    |
| 2010                                                 | 74 074                   |                          | 16,2%                    |
| 2022                                                 | 77 632                   |                          | 4,8%                     |
| Est. 2024                                            | 79 663                   | [ 11 ]                   | 2,6%                     |
| Fontes: Censos Demográficos IBGE e Estimativas SEADE |                          |                          |                          |

### Dados demográficos
População Total: 63.724 (IBGE-2000)
- Urbana: 62.260
- Rural: 1.464 
  - Homens: 31.760
  - Mulheres: 31.955
- Densidade demográfica (hab./km²): 872,07
- Mortalidade infantil até 1 ano: 14,77 por 1 mil nascimentos
- Expectativa de vida (anos): 71,81
- Taxa de fecundidade (filhos por mulher): 1,9
- Taxa de Alfabetização: 93,19%
- Índice de Desenvolvimento Humano (IDH-M): 0,769
- IDH-M Renda: 0,733
- IDH-M Longevidade: 0,840
- IDH-M Educação: 0,739

(Fonte: IPEA DATA)

## Política e administração
- Prefeito: Adeildo Nogueira (2025/2028)
- Vice-prefeito: Marcelo de Araujo
- Presidente da câmara: Cleber Bueno (2023/2024)

### Lista de prefeitos
A tabela abaixo contém a lista de prefeitos.
| Nº | Nome                             | Partido  | Início do mandato      | Fim do mandato         | Observações                                       |
| 1  | Adherbal da Costa Moreira        |          | 1965                   | 1968                   | Prefeito Eleito                                   |
| 2  | Joaquim Tavares da Silva         |          | 1968                   | 1969                   | Vice Prefeito assumiu apos falecimento do titular |
| 3  | Jorge de Maio Vellasco           |          | 1969                   | 1973                   | Prefeito Eleito                                   |
| 4  | Alcebíades Pardal Grandizoli     |          | 1973                   | 1977                   | Prefeito Eleito                                   |
| 5  | José Roberto de Assis            |          | 1977                   | 1982                   | Prefeito Eleito                                   |
| 6  | Mitiharu Tanaka                  |          | 1983                   | 9 de abril de 1983     | Prefeito Eleito                                   |
| 7  | Bruno João Patelli               |          | 10 de abril de 1983    | 31 de dezembro de 1988 | Vice Prefeito assumiu apos falecimento do titular |
| 8  | Alcebíades Pardal Grandizoli     |          | 1 de janeiro de 1989   | 31 de dezembro de 1992 | Prefeito eleito                                   |
| 9  | José Roberto de Assis            |          | 1 de janeiro de 1993   | 31 de dezembro de 1996 | Prefeito eleito                                   |
| 10 | Luiz Antonio Braz                | PMDB     | 1 de janeiro de 1997   | 31 de dezembro de 2000 | Prefeito eleito                                   |
| 10 | Luiz Antonio Braz                | PSDB     | 1 de janeiro de 2001   | 31 de dezembro de 2004 | Prefeito reeleito                                 |
| 11 | Armando Hashimoto                | PSDB     | 1 de janeiro de 2005   | 31 de dezembro de 2008 | Prefeito eleito                                   |
| 11 | Armando Hashimoto                | PSDB     | 1 de janeiro de 2009   | 31 de dezembro de 2012 | Prefeito reeleito                                 |
| 12 | José Roberto de Assis            | PR       | 1 de janeiro de 2013   | 31 de dezembro de 2016 | Prefeito eleito                                   |
| 13 | Roberto Antonio Japim de Andrade | PROS     | 1 de janeiro de 2017   | 23 de setembro de 2017 | Prefeito eleito                                   |
| 13 | Roberto Antonio Japim de Andrade | PSB      | 23 de setembro de 2017 | 31 de Dezembro de 2020 | Prefeito eleito                                   |
| 14 | Luiz Antonio Braz                | PSDB PSD | 1 de Janeiro de 2021   | 31 de Dezembro de 2024 | Prefeito eleito                                   |
| 15 | Adeildo Nogueira                 | PL       | 1 de Janeiro de 2025   | Atual                  | Prefeito eleito                                   |

## Infraestrutura

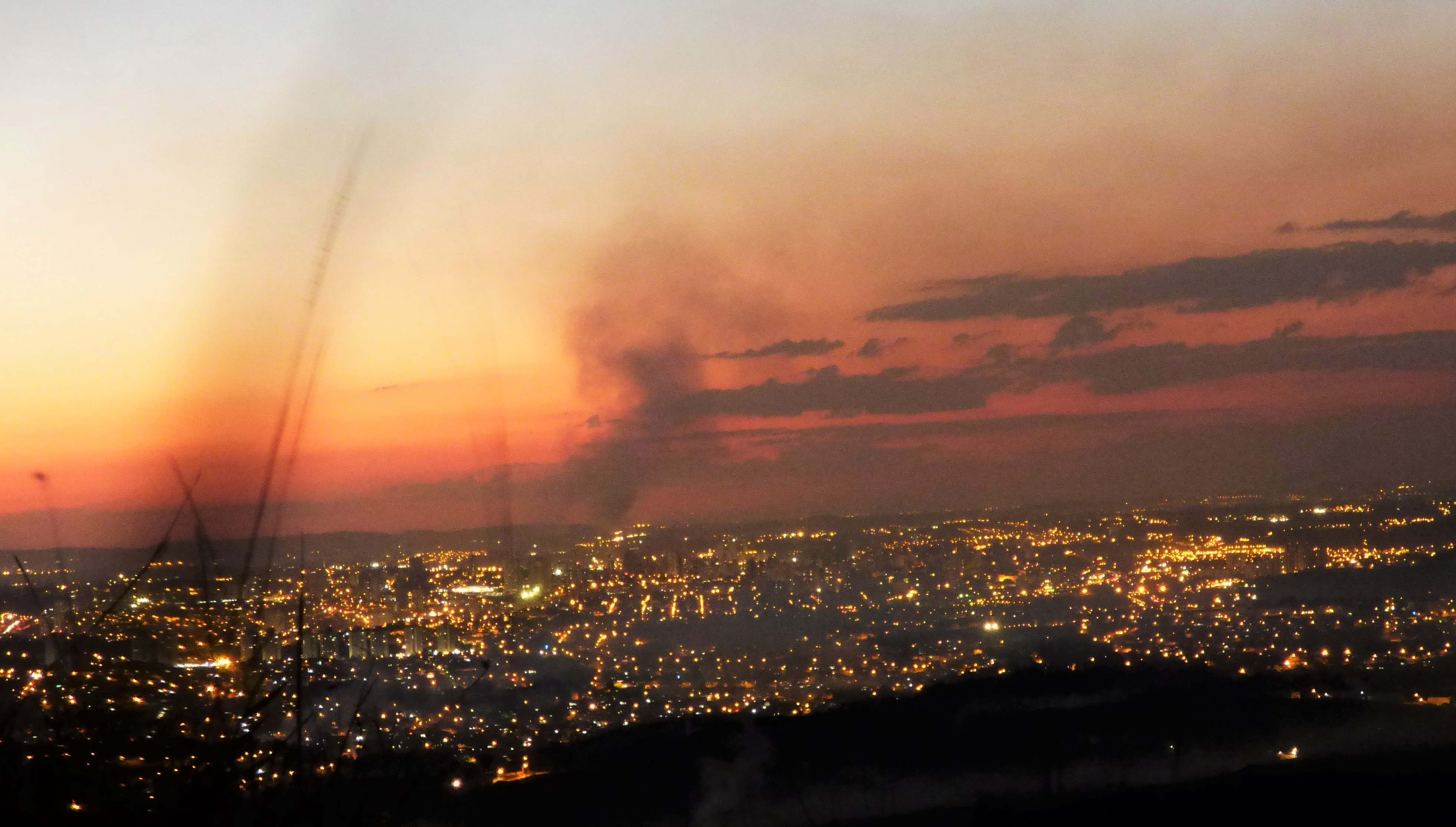
Vista noturna da cidade.

### Comunicações
O sistema de telefones automáticos foi inaugurado na cidade em 1977 pela Telecomunicações de São Paulo (TELESP), que também implantou o sistema de discagem direta à distância (DDD) em 1978 com o código de área (011). Anteriormente a cidade era atendida pela Companhia de Telecomunicações do Estado de São Paulo (COTESP).

### Saúde
Campo Limpo Paulista tem atendimento médico na cidade, contando atualmente com o Hospital de Clínicas e mais oito UBS distribuídas nos principais bairros do município. Também conta com um ambulatório de Saúde Mental, uma unidade de serviços de Fisioterapia e uma unidade central de Especialidades. Os moradores da cidade contam também com uma central de ambulâncias, que funciona 24 horas.
UBS (Unidades Básicas de Saúde)
- UBS São José I
- UBS Central
- UBS Jardim Europa
- UBS de Botujuru
- UBS Jardim Vera Regina
- UBS Parque Internacional
- UBS Pau Arcado
- UBS de Vila Marieta

### Educação
A educação é um dos motivos de orgulho da cidade, no total, Campo Limpo Paulista tem 18 escolas de Ensino Fundamental, 8 creches, 6 escolas Estaduais de Ensino Médio, 5 escolas de Ensino Infantil, 11 instituições de ensino particulares, 1 Escola Técnica Estadual (ETEC), 1 Sesi e uma unidade do Senai. Campo Limpo Paulista ainda conta com a Unifaccamp (Centro Universitário Campo Limpo Paulista)
- IDH-M Educação: 0,898
- Taxa de Alfabetização: 93,19%

### Transportes
Rodoviário
Campo Limpo Paulista tem como operadora no sistema de transporte público a empresa Rápido Luxo Campinas Ltda que obteve concessão para administrar o transporte na cidade. A empresa opera nos ônibus urbanos e suburbanos. Na cidade um terminal central faz a interligação de todo o sistema de transporte.
Ferroviário
A Companhia Paulista de Trens Metropolitanos opera na cidade, onde se encontram duas estações do Trem Metropolitano: Botujuru e Campo Limpo Paulista. Circulam diariamente na Linha 7–Rubi, cerca 421.5 mil passageiros.

## Cultura e lazer

### Esportes
Campo Limpo Paulista possui um estádio de futebol chamado Estádio Aldevio Barbosa de Lemos, onde é disputado os campeonatos de futebol da cidade. A Secretária municipal de Esportes, oferece escolinhas de atletismo, basquete, capoeira, damas, futebol de campo, futebol de salão, handebol, judô, jiu-jítsu, natação, vôlei, xadrez e ginástica rítmica.

#### Futebol
A cidade possui diversos campeonatos de futebol promovidos pela Secretaria de Esportes:
1. Campeonato Amador - 1ª divisão
2. Campeonato Amador - 2ª divisão
3. Campeonato Amador - 3ª divisão
4. Campeonato Máster de Futebol
5. Campeonato Mega Máster de Futebol
6. Campeonato Super Máster de Futebol

Além de campeonatos dos bairros, realizados pelas S.A.B.'s:
1. Copa Botujuru de Futebol
2. Copa Botujuru de Futsal
3. Copa Pau Arcado de Futebol
4. Copa São José de Futsal
5. Copa São José de Futsal - SUB-19

#### Futsal
No Futsal, Campo Limpo Paulista disputa a sub-17 do Campeonato Paulista de Futsal. A equipe vem se destacando na Copa TV Tem de Futsal, onde foi vice-campeã do torneio em 2012.

## Religião
O Cristianismo se faz presente na cidade da seguinte forma:

### Igreja Católica
- A igreja faz parte da Diocese de Jundiaí.[24]

### Igrejas Evangélicas
Entre as igrejas protestantes históricas, pentecostais e neopentecostais, encontram-se na cidade:
- Assembleia de Deus Ministério do Belém.[27][28]
- Congregação Cristã no Brasil.[29]